# قارنا
قارنا روستایی کرد زبان از توابع شهرستان نقده در استان آذربایجان غربی است، که در هفت کیلومتری جنوب غربی نقده واقع شده‌است.